# Commandement de l'espace
Le Commandement de l'espace (CDE) est un organisme à vocation interarmées de l'Armée de l'air et de l'Espace française.
Créé le 3 septembre 2019, il doit permettre à la France de « disposer d’une défense spatiale renforcée » et d'une autonomie stratégique spatiale. Dans le cadre de la stratégie spatiale de défense et avec l'évolution des technologies disponibles et la montée des menaces dans l'espace, le CDE doit être en mesure d'y mener des opérations spatiales militaires.
Cette nouvelle organisation interarmées est confiée à l'Armée de l'Air qui prend à cette occasion le nom d'Armée de l'air et de l'Espace (AAE).
Cette évolution vient concrétiser la montée en puissance des capacités militaires de la France dans l'espace, entamée à la fin de la Seconde Guerre mondiale. Elle marque le passage d'un développement progressif des technologies en liaison étroite entre les organismes civils et militaires à une meilleure coordination au sein des forces armées jusqu'à la mise en place d'une nouvelle arme au sein de l'Armée de l'air.

## La montée en puissance de la France dans l'Espace (1946-2019)
Après la Seconde Guerre mondiale et la mise au point des V2 par l'Allemagne, la France a voulu maîtriser la technologie des fusées et des missiles, à des fins civiles et militaires. À partir de 1980, l'espace et les satellites sont entrés dans le domaine militaire, à des fins défensives et d'appui aux trois armées, en particulier dans le domaine des communications et du renseignement.

### Disposer de lanceurs
En mai 1946, le Laboratoire de recherches balistiques et aérodynamiques, installé à Vernon dans l'Eure, est chargé de mettre au point les premiers moteurs-fusées, en réunissant des ingénieurs allemands du programme V2 mobilisés par l'Armée française. Ces développements, qui aboutiront au lancement de fusées-sondes, dont la fusée Véronique en 1952, intéressent à la fois les scientifiques et les militaires en charge de la force de frappe française.

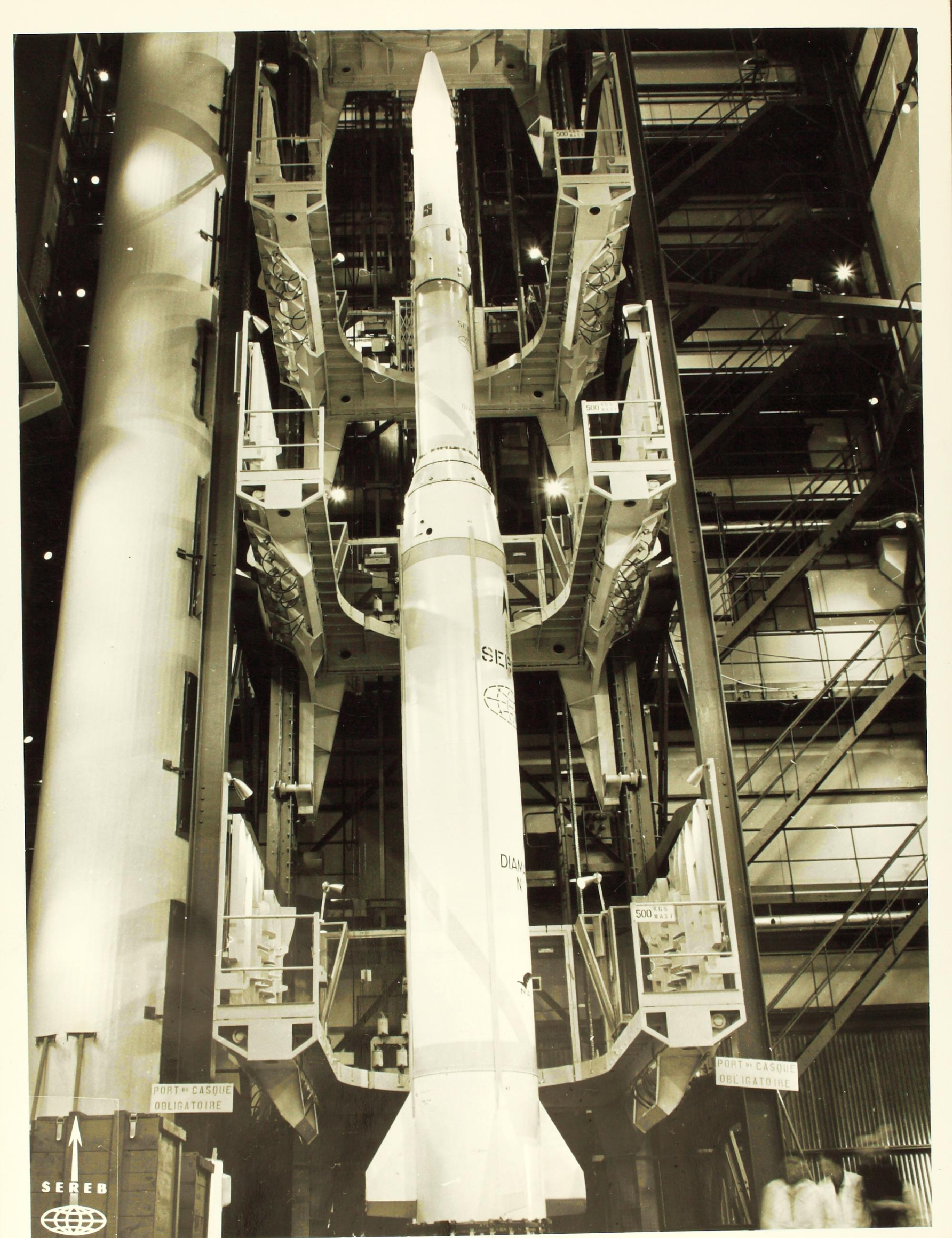
La fusée Diamant A dans son bâtiment d'assemblage.

En 1959, le Comité de recherches spatiales est chargé de coordonner les activités spatiales françaises. L'industrie aérospatiale française (Sud Aviation et Nord Aviation) crée alors la Société pour l'étude et la réalisation d'engins balistiques (SEREB). Les recherches dans le domaine militaire (le programme Pierres précieuses) doivent créer les moteurs de fusées balistiques pour la force de frappe, dont le premier missile - le missile S2 - sera opérationnel en 1968 et aboutissent à la fusée Diamant-A, le premier lanceur spatial français, qui mettra en orbite le satellite Astérix, le 26 novembre 1965, depuis le champ de tir d'Hammaguir, en Algérie.
Pour animer la recherche et le développement industriel des lanceurs, le Général de Gaulle décide  la création du Centre national d'études spatiales (CNES), le 19 décembre 1961. Sa première priorité porte sur le développement de lanceurs spatiaux autonomes.
Le CNES dans le cadre des accords européens créant l'ESRO en 1964, devenue en 1975 l'Agence spatiale européenne (ESA), contribue au développement de tous les programmes de lanceurs jusqu'au programme Ariane, qui peut placer en orbite les charges utiles de la Défense française.

### Concevoir et utiliser des satellites
La France a développé tardivement des applications spatiales militaires. N'ayant pas les moyens de financer l'ensemble de la panoplie déployée par la Russie, la Chine et surtout les États-Unis, elle en a progressivement bâti les briques technologiques. Elle dispose de satellites opérationnels dans trois domaines : les télécommunications militaires (tactiques et stratégiques), l'observation optique et l'écoute.

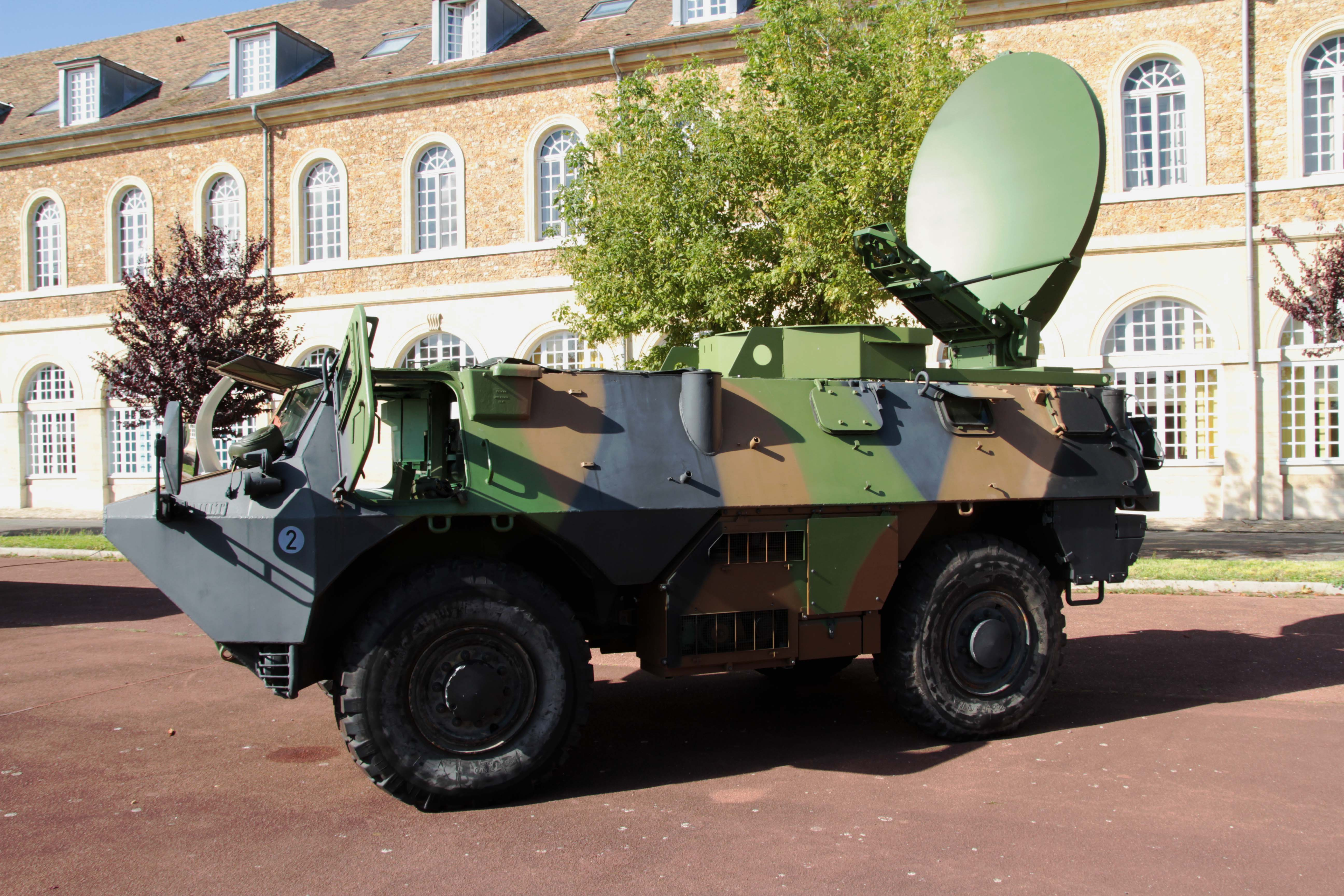
Véhicule de l'avant blindé avec une station de télécommunications par satellite du programme Syracuse III du 8e régiment de transmissions en 2011.

- Les télécommunications militaires

Les télécommunications militaires spatiales françaises sont prises en charge dans un premier temps par des équipements de télécommunications spécialisés emportés par des satellites de télécommunications civils nationaux de la série Telecom (charges utiles Syracuse I et II) lancés entre 1984 et 1996 (7 satellites en tout) et placés sur une orbite géostationnaire.
Le premier satellite de télécommunications entièrement destiné à l'activité militaire est lancé en 2005. Ce premier exemplaire de la série Syracuse III est suivi d'un deuxième satellite lancé en 2006. Deux satellites complètent cette série en coopération avec l'Italie : Sicral 2 (38 % de la capacité réservée pour la France, lancé en 2015) et Athena-Fidus (2014).
En 2021 et 2023, deux satellites Syracuse IV assurent la relève de la génération précédente.
- La reconnaissance optique

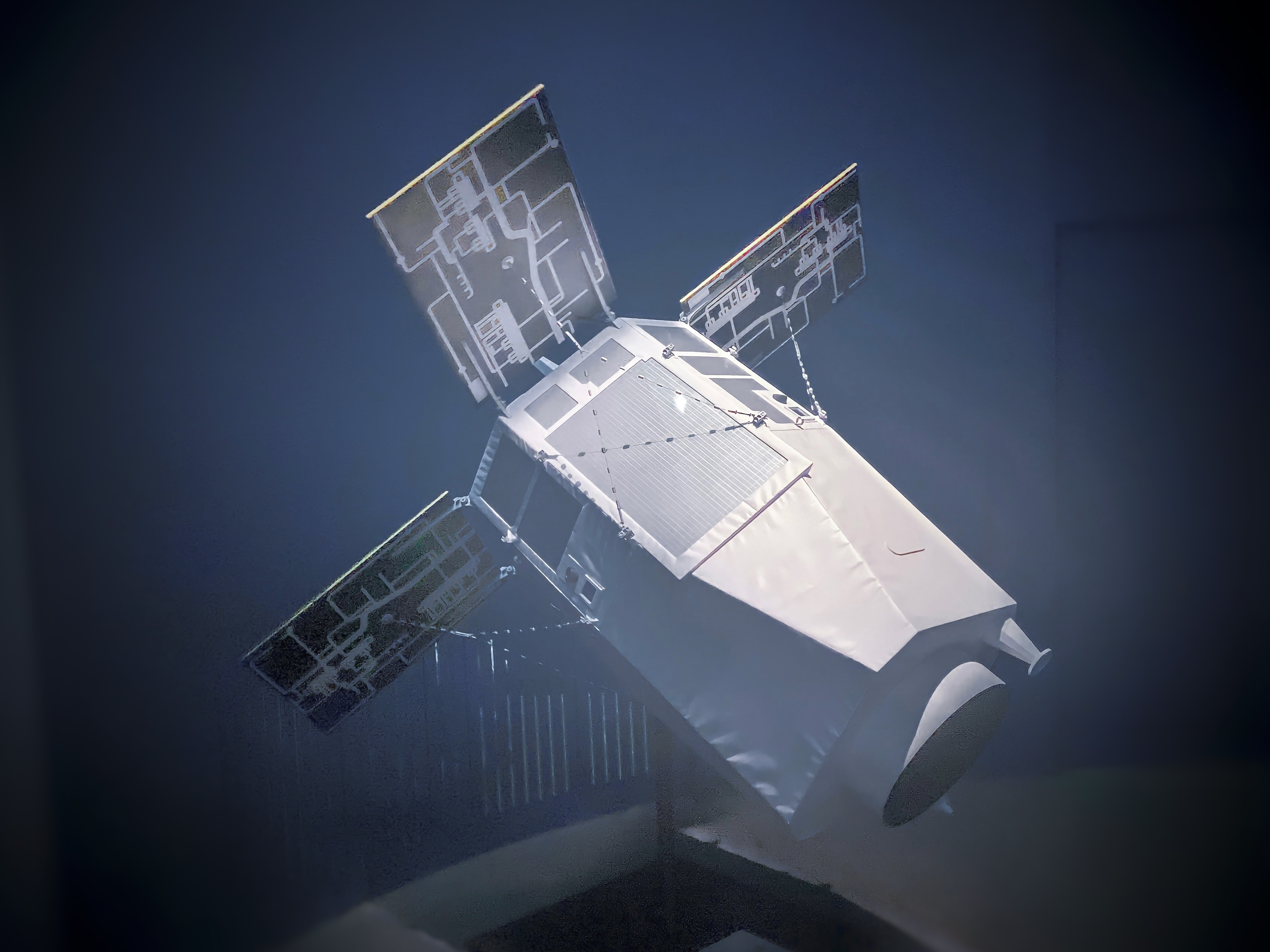
Maquette d’un satellite CSO à l’échelle 1/4e

En utilisant les connaissances technologiques accumulées dans le cadre du programme spatial d'observation civil Spot, la France a déployé des satellites de reconnaissance optique en orbite héliosynchrone. Les premiers sont les satellites Hélios dont le premier exemplaire Helios 1A est lancé en 1995 et qui dispose d'une résolution spatiale de 1 mètre. Un autre satellite de la même famille est lancé en 1999, puis les 2 satellites de la seconde génération d'Hélios, avec une meilleure résolution, sont lancés en 2004 et 2009.
Grâce à l'« accord de Turin » signé en 2001 avec l'Italie, ce pays dispose d'un droit d'accès aux images produites par ces satellites en échange de la possibilité pour les militaires français d'accéder aux images radar produites par la série des 4 COSMO-SkyMed lancés par les Italiens entre 2004 et 2010. De la même manière, l'« accord de Schwerin» permet à l'Allemagne d'obtenir des droits d'accès à l'imagerie Hélios en échange de droits sur l'imagerie radar des 5 satellites SAR-Lupe.
Deux satellites Pléiades à usage mixte civil et militaire sont lancés en 2011 et 2012 (Pléiade 1-A et 1-B).
La relève des satellites d'observation optique français est assurée par les trois satellites de la composante spatiale optique (CSO) du programme MUSIS (lancement en 2018 de CSO 1, en 2020 de CSO 2 et en mars 2025 de CSO 3) qui doivent fournir des images avec une résolution spatiale pouvant atteindre 20 cm.
- Le renseignement électromagnétique

Dans le domaine du renseignement d'origine électromagnétique ELINT la France a développé de petits prototypes destinés à valider les technologies nécessaires. Ce sont d'abord les petits satellites Clémentine (lancement en 1994) et Cerise (lancement en 1995) puis les constellations Essaim (lancement en 2004) et Elisa (2011).
Le premier système opérationnel CERES, constitué d'une constellation de trois satellites, a été déployé en orbite basse en novembre 2021.

### 2010: Mise en place d'un Commandement interarmées à l'Etat-major des Armées

Logo du Commandement interarmées de l'espace

La mise à disposition de nouvelles technologies, la montée des risques poussent les armées françaises à créer un organisme coordonnant l'ensemble des moyens dans le domaine de l'espace.

#### Un service interarmées de l'Etat-Major
Un Commandement interarmées de l'espace (CIE) est créé en juillet 2010 pour répondre à la dimension stratégique croissante du milieu extra atmosphérique et placer sous un commandement unique les divers éléments de la stratégie spatiale. Le CIE est un organisme interarmées placé sous l’autorité du major général des armées, ce qui ne sera plus avec la création du CDE et un rattachement organique auprès de chef d'état-major de l'armée de l'air et de l'espace.

#### Mission et organisation du CIE
L’action du CIE porte sur l’ensemble des capacités spatiales nationales intéressant la défense, qu’elles soient patrimoniales, duales ou commerciales. Le CIE élabore pour le chef d'état-major des armées la politique spatiale militaire et contribue à sa mise en œuvre.
Le CIE est organisé en trois échelons :
- l’échelon de commandement est exercé par l’officier général CIE
- l'échelon de synthèse est composé de quatre bureaux à vocation transverse pour les fonctions de politique spatiale et coopération, préparation de l’avenir, emploi et coordination, maîtrise de l’environnement.
- l’échelon technique est composé de six sections pour l’observation, l’écoute, la surveillance de l’espace, l’alerte, les télécommunications et le domaine positionnement-navigation-datation.

## 2019: création du Commandement de l'Espace

### Contexte stratégique
Au tournant des années 2020, la France comme les autres puissances militaires érige en priorité nationale la stratégie de défense spatiale. La mise en place de ce commandement a pour but « de confier à une instance unique de décision l’ensemble des leviers dont dispose la France dans le domaine extra-atmosphérique » et par la même occasion de permettre « une intégration poussée et d’une continuité entre moyens aériens et spatiaux ».
Le 7 septembre 2018, la ministre des Armées, Florence Parly, annonce par voie de presse que le satellite russe Olymp-K (en) a tenté d'espionner le satellite franco-italien Athena-Fidus en 2017. Ce satellite semble en effet s'être placé près du satellite Athena-Fidus, dans ses « cônes d'émission », pour tenter de capter des communications. Cet acte est qualifié par la ministre d'« acte d'espionnage ».

### La stratégie spatiale de défense
Le président de la République, Emmanuel Macron, annonce ensuite la volonté de la France de mettre en place une stratégie spéciale de défense. Un groupe de travail est créé au ministère des Armées pour étudier le projet et rendre des conclusions à l'automne 2018.
Cette Stratégie spatiale est rendue publique à l'été 2019 dans un document public du Ministère des Armées.
De plus, face aux États-Unis, à la Russie et à la Chine, qui développent également des stratégies de défense, d'espionnage voire d'attaque dans le milieu spatial,, la France entend pouvoir répondre à ces potentielles menaces et protéger ses intérêts militaires et civils, ainsi que ceux des projets spatiaux européens (satellite Copernicus, système de positionnement Galileo) dans l'espace.
Le 13 juillet 2019, Emmanuel Macron annonce la création en septembre 2019 du Commandement de l'espace (alors désigné sous le nom « Grand Commandement de l'espace »), lors d'un discours à l'hôtel de Brienne. Ce commandement sera créé au sein de l'Armée de l'air, qui deviendra alors l'Armée de l'air et de l'espace.
Parallèlement, en 2019 aux États-Unis, le président Donald Trump annonce la création d'une Space Force, déclarant que « l'espace est le nouveau front de guerre du monde ».

### Mise en place du CDE
La ministre Florence Parly, le 25 juillet 2019, annonce que cette force sera mise en place suivant trois axes :
- Un « grand commandement de l'espace » sera basé à Toulouse, capitale européenne de l'aérospatial, le premier septembre, sous l'autorité de l'Armée de l'air. Il comptera un effectif de départ de 220 personnes, pour atteindre sa taille nominale en 2025[13]. Il aura pour but de « fédérer et de coordonner tous les moyens consacrés au domaine spatial de défense »[18].
- Un deuxième axe légal, avec une évolution législative afin de rester dans le cadre des lois française et internationales. La loi française sera adaptée à cette nouvelle force opérationnelle, afin d'assurer la capacité d'action de la France en son sein, que ce soit du point de vue militaire ou civil[18].
- Un troisième axe technologique qui devra permettre concrètement à la France de se protéger et se défendre contre les actes malveillants d'autre puissances spatiales. Ainsi, il sera prévu de renouveler les capacités spatiales, que ce soit en matière de surveillance ou de défense active[18].

Le futur centre opérationnel du Commandement devrait voir le jour d'ici 2025 au plus près du Centre spatial de Toulouse du CNES, et permettre d'y regrouper les équipes du Centre militaire d'observation par satellites (CMOS) et du Centre opérationnel de surveillance militaire des objets spatiaux (COSMOS), unités basées à Creil et Lyon et qui ont été rattachées au commandement à l'été 2019.
Diverses infrastructures militaires verront leurs capacités améliorées, comme le système de détection de satellites GRAVES. Les télescopes scientifiques TAROT du CNES, dont l'une des missions est la surveillance des débris spatiaux, seront eux aussi utilisés au sein de cette nouvelle force,. Des lasers de puissance pourraient également être développés pour « éblouir » les autres satellites, ou des mitrailleuses pour détruire les panneaux solaires des satellites visés. Des nano-satellites patrouilleurs pourraient également être développés à partir de 2023, pour protéger les satellites en détectant la présence d'engins spatiaux à proximité.

## Le fonctionnement du Commandement de l'Espace
L'arrêté de la ministre des Armées créant officiellement le CDE est signé le 3 Septembre 2019.

### Missions

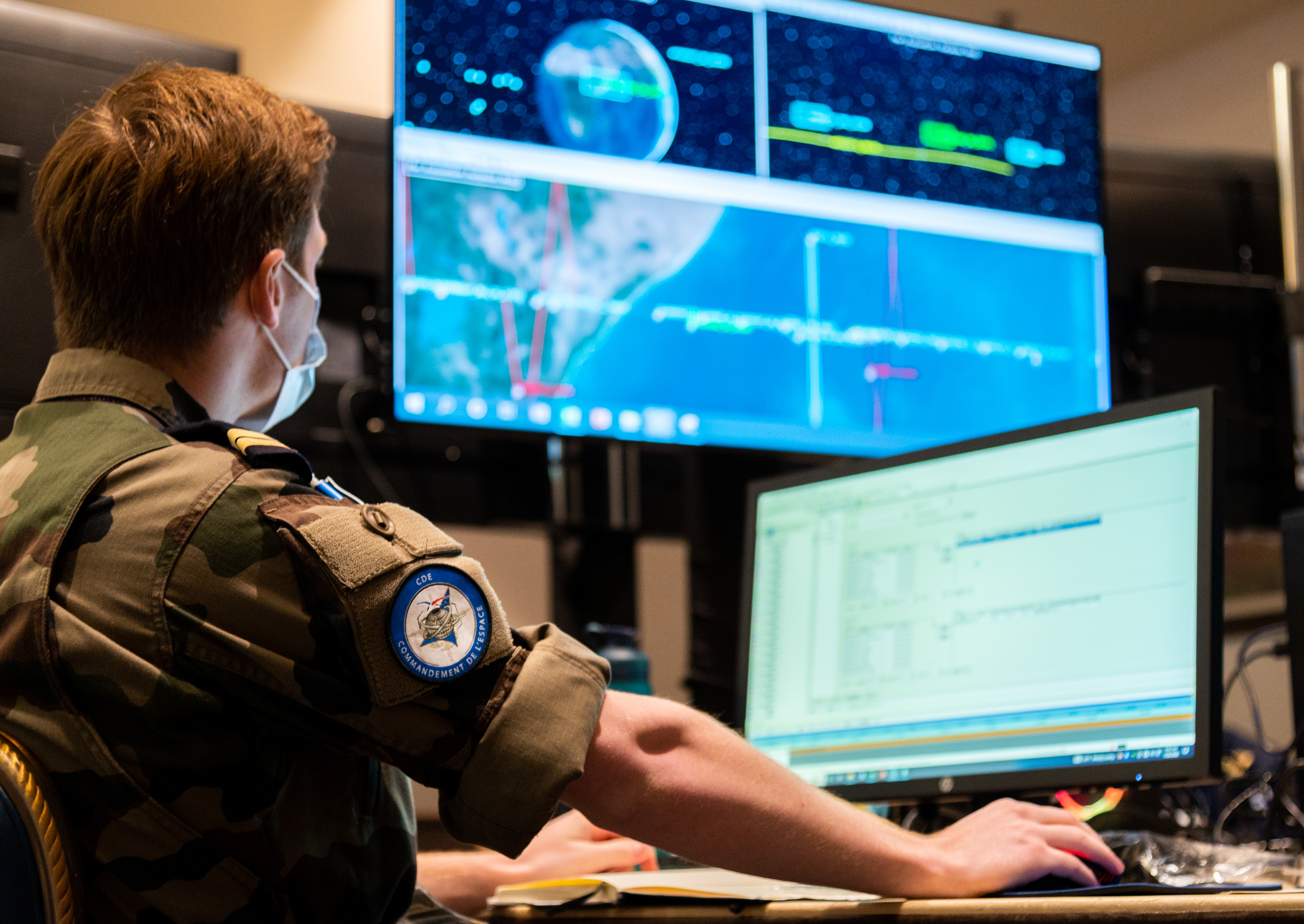
Participation du CDE à l'exercice Global Sentinel 2022 à Vandenberg.

Les missions du CDE sont relatives à l'élaboration de la politique spatiale militaire, à la mise en œuvre des mesures concourant à la préservation de la liberté d'accès et d'utilisation de l'espace extra-atmosphérique et il est chargé, dans son domaine de compétence de l'application de la politique définie par l'état-major de l'armée de l'air en matière de maîtrise des risques[réf. incomplète].

### Organisation
Le CDE est une partie intégrante de l’armée de l’Air et de l’Espace en tant que grand commandement placé sous l'autorité de son chef d'Etat-Major (CEMAAE).
L'instruction de mai 2024 du CEMAAE prévoit que le CDE comprend : 
- un échelon de direction avec un général de division aérienne, Commandant de l'Espace
- et un échelon d'exécution et de soutien comprenant une Brigade aérienne des opérations spatiales ainsi que quatre autres unités : le centre de formation aux opérations spatiales militaires (CFOSM) ; l’escadron de soutien aux opérations spatiales (ESOS) ; le laboratoire d’innovation spatial des armées (LISA) ; l’équipe de marque des programmes spatiaux (EMPS)[25].

### Financement
Pour financer ce programme de 2019, aux 3,6 milliards d'euros déjà prévus pour le renouvellement complet des capacités satellitaires dans la loi de programmation militaire (LPM) 2019-2025, un budget supplémentaire de 700 millions d'euros est ajouté, étalé sur cette période,.

#### La LPM 2024 - 2030
La loi de programmation militaire 2024-2030 prévoit que sur cette période 6 milliards d’euros seront consacrés au renforcement de l’action de la France dans l’espace. Cela inclut le renouvellement des capacités spatiales d’observation et d’écoute, l'accroissement des capacités de surveillance de l’espace afin de détecter un acte suspect ou agressif dans l’espace, et des technologies pour protéger nos moyens par une défense active, notamment en orbite basse.
Pour cela, la LPM prévoit « la création d’un centre de commandement, de contrôle, de communication et de calcul des opérations spatiales (C4OS) disposant de moyens pour piloter les actions vers, dans, et depuis l’espace, la programmation des satellites patrouilleurs-guetteurs (YODA qui constitue une première européenne), des lasers en orbite (projet FLAMHE) mais aussi des moyens d’action à partir du sol (laser BLOOMLASE). Ces capacités seront opérationnelles avant la fin de la décennie ».

## Les opérations du CDE: la brigade aérienne des opérations spatiales (BAOS)
En 2024, la BAOS réunit cinq unités : le Centre de commandement et de contrôle des opérations spatiales (C3OS), le Centre opérationnel de surveillance militaire des objets spatiaux (COSMOS), le Centre militaire d’observation par satellites (CMOS), l’Escadron de conduite des actions spatiales (ECAS), qui mettra en œuvre le système Yeux en orbite pour un démonstrateur agile (YODA) et le Centre de renseignement d’intérêt spatial (CRIS).

### Le Centre de Commandement et de Contrôle des opérations spatiales (C3OS)
Le C3OS est l’échelon de commandement de niveau opératif des opérations spatiales militaires. Il concourt à la planification et la conduite des opérations spatiales, principalement dans les domaines de la Space Domain Awareness (SDA) et de l’action dans l’espace, en relation avec le CNES, le Centre de planification et de conduite des opérations (CPCO) ainsi que les opérateurs gouvernementaux et commerciaux et les alliés. Il exerce, également, son autorité fonctionnelle sur les unités spatiales tactiques, le CMOS et le COSMOS. Il dispose des moyens de communication sécurisés indispensable au dialogue opérationnel national, interministériel et international.

### Le Centre militaire d'observation par satellites (CMOS)
Le CMOS regroupe l’ensemble des moyens militaires de mise en œuvre de l’observation spatiale et de l'écoute depuis l'espace. Implanté sur la base aérienne 110 de Creil, le centre reçoit ses directives opérationnelles du CDE complétées par celles de la Direction du renseignement militaire (DRM).
Prestataire de services, le CMOS satisfait les besoins des clients accrédités de la Défense en images acquisses par des systèmes satellitaires. Il assure le recueil des besoins et l’ensemble des opérations de traitement des images hormis leur exploitation. La DRM, contrôleur opérationnel de la charge utile des satellites, fixe les priorités nationales et hiérarchise les demandes en collaboration avec ses homologues étrangers sur les satellites exploités par la France. Le CDE, en qualité de contrôleur opérationnel des plateformes satellitaires, assure la disponibilité du satellite en relation avec le CNES.
Le CMOS garantit l’accès aux produits d’origine spatiale (image, écoute) et assure l’exploitation des segments sol utilisateurs. À ce titre, il garantit l’accès permanent du ministère des Armées à l’imagerie spatiale et maintient les liens et transmet les données requises pour assurer le service entre les utilisateurs situés en France, les pays partenaires MUSIS (Allemagne, Belgique, Italie, Suède), COSMO-SkyMed (Italie) et SAR-Lupe (Allemagne) les contrôleurs opérationnels charge utile (DRM) et plateforme (CDE) et les centres de maintien à poste des satellites.
Le CMOS rejoindra d’ici 2025 les nouvelles installations du CDE à Toulouse.

### Le Centre opérationnel de surveillance militaire des objets spatiaux (COSMOS)

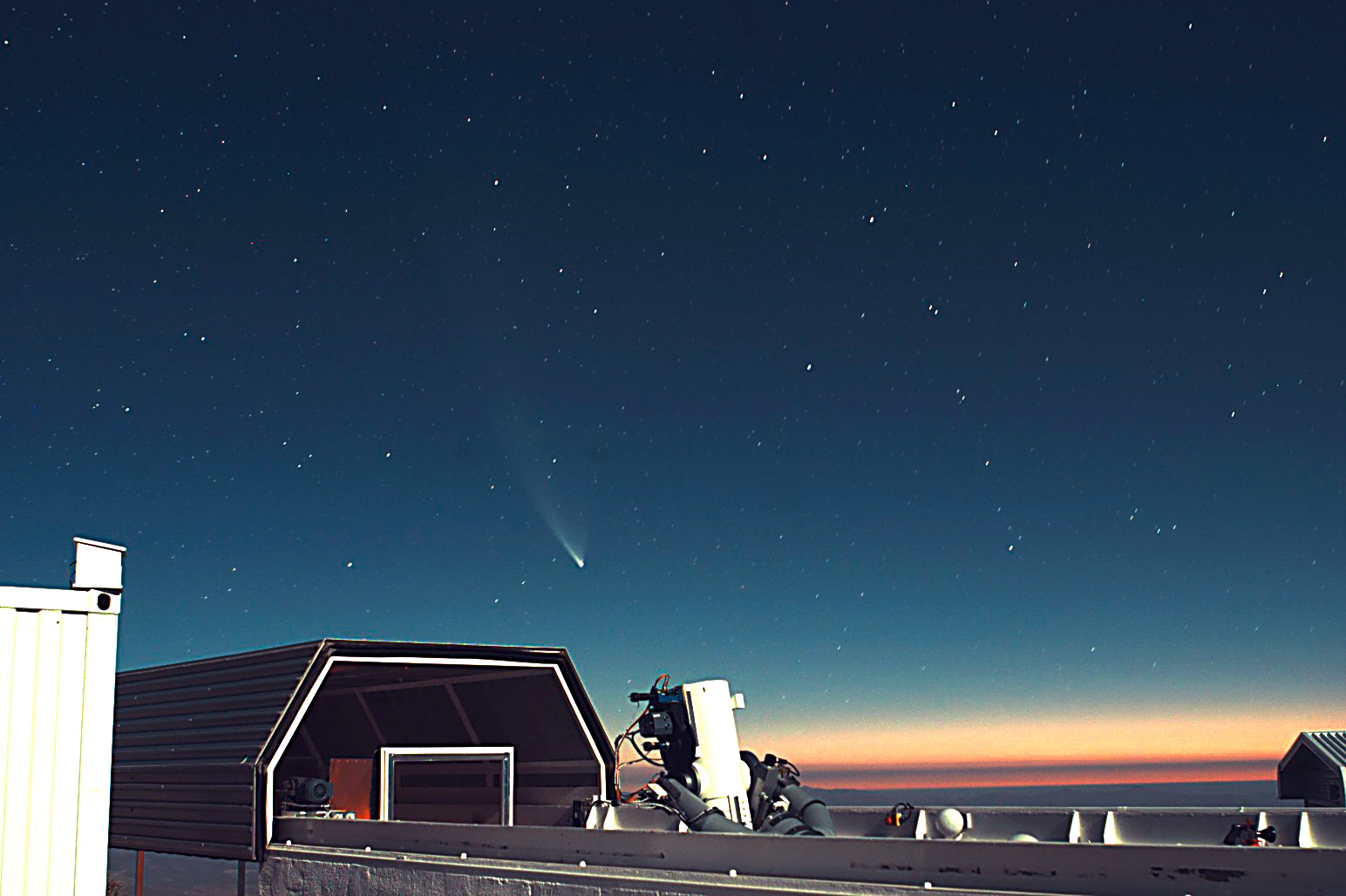
le Telescope Tarot a la Silla au Chili

Le Centre opérationnel de surveillance militaire des objets spatiaux existe depuis 2014. Il a vu la nature de ses missions évoluer avec la création du Commandement de l’Espace en 2019. Ainsi, les rentrées atmosphériques à risques, le service d’anticollision, la météo spatiale, et les produits d’appui aux opérations ne sont plus les seules activités du COSMOS.
Depuis son rattachement au CDE en 2019, le COSMOS 45.942 s’efforce de progresser dans le domaine des rendez-vous de proximité (RPO) en orbite basse (LEO) et en orbite géostationnaire (GEO), des lancements particuliers ou encore des tirs de missiles antisatellites. Le COSMOS a un focus particulier sur le suivi des rapprochements sur un satellite français ou d’intérêt pour la France et à l’orientation sur alerte des systèmes de trajectographie sur les objets spatiaux douteux.

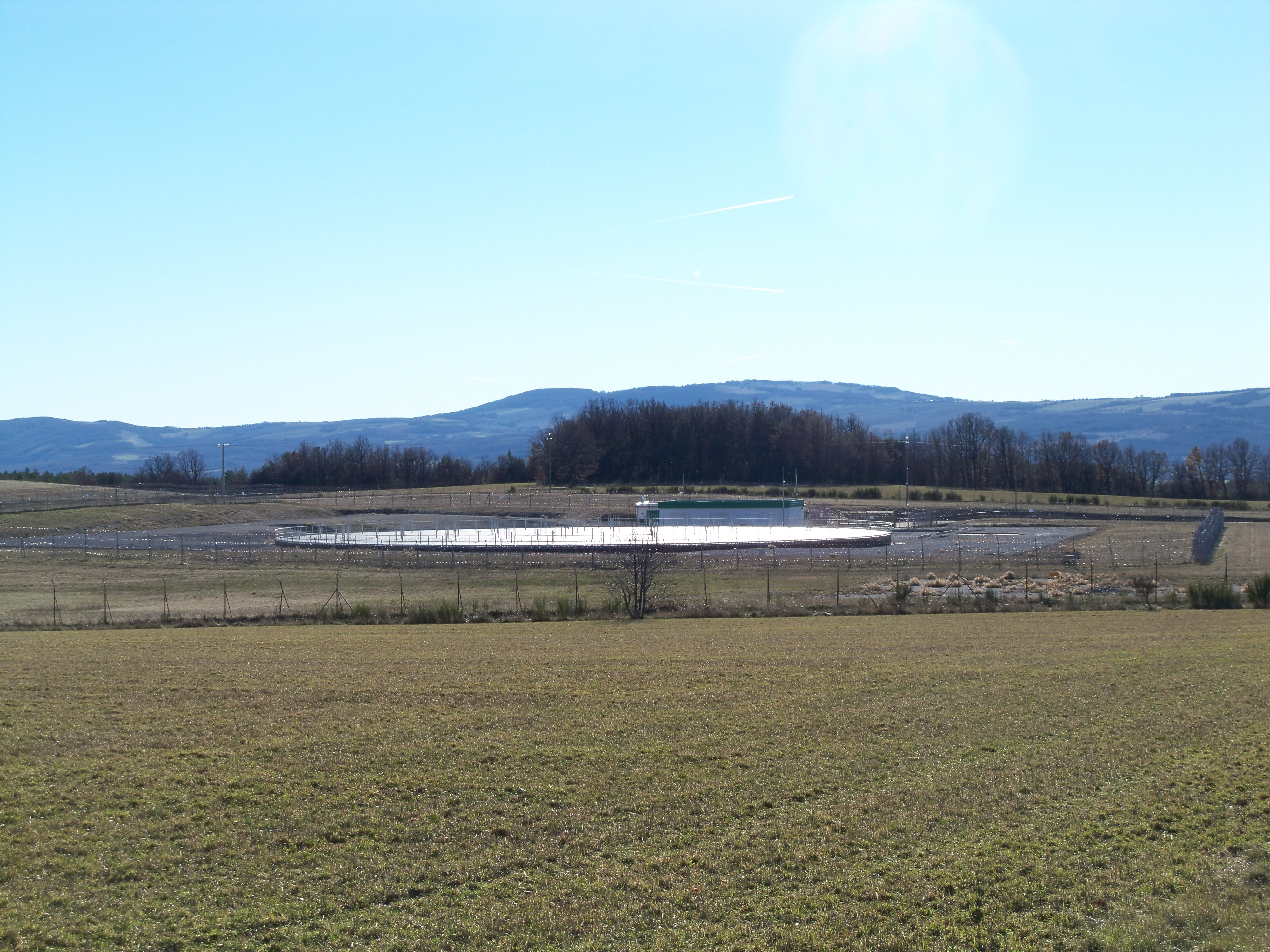
Site de Réception du radar GRAVES, sur le plateau d'Albion

Le COSMOS utilise le radar GRAVES (Grand réseau adapté à la veille spatiale) qui a été mis en service le 15 décembre 2005 afin de permettre la détection des satellites espions. C'est actuellement le seul système de veille satellite opérationnel en Europe de l'Ouest. Seuls la Russie et les États-Unis disposent de systèmes de ce type.
Le centre s'appuie aussi sur des télescopes tels que TAROT.
Au cours de l'été 2024, le COSMOS quitte la base aérienne 942 Lyon-Mont Verdun pour rejoindre les nouvelles installations à Toulouse.

## Moyens d'actions et développements

### Infrastructures et systèmes disponibles
Le CDE a en 2024 la responsabilité d’utilisation de nombreux satellites :
- d’écoute avec les trois CERES,
- de télécommunications avec les deux Syracuse IV, et les satellites Athena-Fidus et Sicral 2 avec l’Italie[31]
- d’observation avec les deux Pléiades et les 3 satellites les plus puissants d'Europe de la composante spatiale optique (CSO) du programme MUSIS[32]32,  CSO-1 et CSO-3 à 800 km d'altitude pour des missions de reconnaissance de très haute résolution et CSO-2 à 480 km d'altitude pour des missions d'identification avec des images encore plus précises[33], et pour l’imagerie radar à travers des partenariats internationaux avec les satellites SAR-Lupe allemand et COSMO-SkyMed italien.

À cela s'ajoutent les moyens de surveillance de l'espace comme les systèmes de radars GRAVES ou TAROT.

### Moyens de commandement et de contrôle des opérations spatiales militaires
Comme annoncé dans la LPM 2024-2030, les fonctions de C2 (commandement et contrôle) seront assurées par le C4OS (Command Control Communication and Computing des opérations spatiales), qui s'appuiera notamment sur des traitements de masse de données.

### Moyens de défense dans l'espace
La révélation en 2019 de l'espionnage d'un satellite franco-italien par un engin russe a permis de rendre publique la décision politique d'avoir à disposition des solutions pour mener des opérations militaires défensives dans l'espace. Il en a résulté la définition d'une nouvelle fonction « d’action dans l’espace », confiée à l’armée de l’Air et de l’Espace, et mise en œuvre par le CDE. Son objectif est de décourager et, le cas échéant, de protéger et défendre nos intérêts dans l’espace.
Deux démonstrateurs, intégrés à l’opération ARES (Action et résilience spatiale) pilotée par la Direction générale de l’armement (DGA) et le CDE, sont en cours de développement :
- Le programme YODA, en orbite géostationnaire
- Le programme TOUTATIS (Test en Orbite d’Utilisation de Techniques d'Action contre les Tentatives d’ingérences Spatiales)[34], en orbite basse. Ce démonstrateur, réalisé en partenariat avec la société MBDA et U-Space, doit permettre de valider des scénarios opérationnels de défense pour les orbites proches de la Terre. Deux nano-satellites seront mis en œuvre : un satellite d’action, Splinter conçu pour des manœuvres autonomes et un satellite guetteur Lisa-1 spécialisé dans la surveillance de l’espace. Ils réaliseront différents scénarios afin de vérifier les performances des deux satellites dans leurs domaines respectifs.

Ces tests grandeur nature restent conformes au droit international, avec un objectif de défense pacifique.

#### Nouveaux moyens d'observation
Ainsi que confirmé dans la loi de programmation militaire 2024-2030, le programme IRIS comprenant deux satellites devrait assurer la succession des satellites CSO d'ici 2035.
Le programme IRIS a été confié à Airbus Space et à Thales Alenia Space. Le premier satellite aura une capacité dite EHRmin et doté de miroirs en carbure de silicium. Le second, dit EHRmax, devrait être beaucoup plus performant que les CSO actuels.

#### Nouveaux moyens de communication
Le projet Keraunos expérimente un système de communication optique à haut débit par laser entre un satellite et une station au sol transportable. En novembre 2023, le nano-satellite Keraunos est placé sur une orbite basse, et utilise une technologie permettant de « fiabiliser les liens optiques en espace libre entre la terre et les satellites ».
Le 10 septembre 2024, le ministère des Armées s’est félicité du succès de la « première liaison laser stable entre un nanosatellite en orbite basse et une station sol optique ». Celle-ci a duré plusieurs minutes.

### La coopération internationale opérationnelle

#### La coopération en Europe
La France a rencontré peu de succès dans sa volonté d'intéresser des partenaires européens. Cependant, elle a noué des relations importantes avec l'Italie, plus modérément avec l'Allemagne et l'Angleterre.
L'Italie est le partenaire le plus ancien et le plus important dans le domaine des télécommunications avec Athena-Fidus et Sicral 2. Dans le domaine de l'imagerie spatiale, la France a obtenu des droits sur la constellation COSMO-SkyMed. Ce partenariat est cimenté par l'existence d'un acteur franco italien majeur dans le développement et la fabrication des satellites : Thales Alenia Space.
La France a conclu un partenariat avec l’Allemagne pour l’imagerie radar avec les satellites SAR-Lupe. Dans sa stratégie de 2019, la France prône la possibilité d'un axe de développement franco-allemand de ces nouvelles stratégies.

#### Les relations avec les États-Unis
Le 9 avril 2024, le commandant de l’US Space Command (USSC), a officiellement invité la France à rejoindre l’Opération Olympic Defender (OOD). Le périmètre de cette opération couvre la compréhension de l’environnement spatial (Space Domain Awareness – SDA) et la défense des capacités spatiales. La France conserve le contrôle opérationnel de ses capacités spatiales militaires.
L'OOD a été créée en 2013 et comprend le Royaume-Uni, le Canada et l’Australie. L'Allemagne et la Nouvelle Zélande sont aussi invités à rejoindre cette Opération dans l'année 2024.

#### L'initiative Operations spatiales interalliées
Les représentants des pays alliés : Australie, Canada, France, Allemagne, Italie, Japon, Nouvelle Zélande, Norvège, Royaume Uni et Etats Unis se réunissent annuellement pour discuter des menaces sur les systèmes spatiaux et identifier les opportunités de cooperation. La session 2024 du Combined space Operations (CSpO) s'est réunie à Florence du 3 au 5 décembre.

### La préparation opérationnelle
Le CDE participe à de nombreux exercices avec ses alliés.
AsterX est le premier exercice militaire spatial français. Mis en œuvre par le CDE pour la première fois en 2021, il est depuis reconduit chaque année.

### La base aérienne à vocation spatiale
En 2019, le commandement de l'espace se structure sur le campus du Centre national d’études spatiales (CNES) à Toulouse, avec un contingent de 200 militaires.
En janvier 2021, une formation administrative 101 est mise en place à Toulouse (FA 101 Toulouse) pour supporter la création du CDE et héberger les aviateurs et les unités progressivement transférés.
En 2022, l'Armée de l'air signe un « bail à construction » de quarante ans pour édifier un bâtiment de 11.000 mètres carrés sur une emprise du CNES à Toulouse afin d'abriter les activités du CDE et des locaux destinés au futur Centre d’excellence Otan (COE) dédié à l’Espace.
En 2024, le CDE continue sa montée en puissance, ses effectifs étant portés à 500 militaires dont 85 % seront issus de l’AAE.
En juillet 2025, quand les locaux du CDE sont livrés, la FA 101 est supprimée et la « base aérienne 101 est ouverte et devient la première base aérienne à vocation spatiale (BAVS) française ». C’est « une appellation non dénuée de sens puisque la première base aérienne française, ouverte en 1934, était la Base aérienne 101 Toulouse-Francazal. ».

## Commandants

### Liste des commandants interarmées de l'espace
|   | Nom                                            | Photo | Prise de fonction  | Chef d'état-major de l'Armée de l'air                             |
| - | ---------------------------------------------- | ----- | ------------------ | ----------------------------------------------------------------- |
| 1 | Général de division aérienne Yves Arnaud       |       | 30 août 2010       | Général d'armée Jean-Paul Paloméros Général d'armée Denis Mercier |
| 2 | Général de brigade aérienne Jean-Daniel Testé  |       | 1er juillet 2014   | Général d'armée Denis Mercier Général d'armée André Lanata        |
| 3 | Général de brigade aérienne Jean-Pascal Breton |       | 1er septembre 2017 | Général d'armée André Lanata Général d'armée Philippe Lavigne     |
| 4 | Général de brigade aérienne Michel Friedling   |       | 20 septembre 2018  | Général d'armée Philippe Lavigne                                  |

### Liste des commandants de l'espace
|   | Nom                                           | Photo | Prise de fonction | Chef d'état-major de l'Armée de l'air et de l'espace            |
| - | --------------------------------------------- | ----- | ----------------- | --------------------------------------------------------------- |
| 1 | Général de division aérienne Michel Friedling |       | 20 septembre 2019 | Général d'armée Philippe Lavigne Général d'armée Stéphane Mille |
| 2 | Général de division aérienne Philippe Adam    |       | 1er juillet 2022  | Général d'armée Stéphane Mille Général Jérôme Bellanger         |